# パットナム郡 (ジョージア州)
座標: 北緯33度32分 西経83度37分 / 北緯33.533度 西経83.617度
パットナム郡（Putnam County）は、アメリカ合衆国ジョージア州にある郡。人口は2万1251人（2007年推計）。郡庁所在地はイートントン (Eatonton)である。
アトランタ都市圏に属す。アトランタ、アセンズ、メイコンなどの中規模都市だけでなく、オコニー湖にも近いことから近年住宅ブームが起きている。

## 歴史
州議会の決議により1807年12月10日に設立された。郡名はフレンチ・インディアン戦争や独立戦争で戦功を挙げたイズラエル・パットナムにちなむ。

## 地理
国勢調査局によると、この郡の総面積は934平方キロ（361平方マイル）で、うち892平方キロ（345平方マイル）が陸地、総面積の4.46%にあたる42平方キロ（16平方マイル）が水域となっている。
幹線道路
- 国道129号線
- 国道441号線
- 州道16号線
- 州道24号線
- 州道44号線
- 州道142号線
- 州道212号線

隣接する郡
- モーガン郡（北）
- グリーン郡（北東）
- ハンコック郡（東）
- ボールドウィン郡（南東）
- ジョーンズ郡（南西）
- ジャスパー郡（西）

国立保護区
- オコニー国有林（一部）

## 人口動態
2000年の国勢調査時点で、この郡には1万8812人、7402世帯、5477家族が暮らしている。人口密度は1平方キロあたり21人で、平方マイルに換算すると55人となる。住居数は1万319軒で、1平方キロに平均12軒（1平方マイルあたりでは30軒）が建っていることになる。住民のうち白人は51.45%、アフリカ系は41.90%、ネイティブ・アメリカンは0.20%、アジア系は0.66%、太平洋諸島系は0.04%、その他の人種は0.82%、混血は0.92%、ヒスパニック（ラテン系）は2.16%を占める。

2000年国勢調査の結果をもとに作成した郡の人口ピラミッド

7402世帯のうち28.5%は18歳未満の子どもと暮らしており、56.8%は夫婦で生活している。12.8%は未婚の女性が世帯主であり、26.0%は家族以外の住人と同居している。22.0%が独り身世帯で、7.8%を独居老人の世帯が占める。1世帯あたりの平均構成人数は2.50人、家庭の平均構成人数は2.90人である。
住民のうち23.2%が18歳未満の未成年、7.7%が18歳以上24歳以下、27.0%が25歳以上44歳以下、28.0%が45歳以上64歳以下、14.1%が65歳以上となっており、平均年齢は40歳である。女性100人に対して男性が97.0人いる一方、18歳以上の女性100人に対しては96.4人いる。
一世帯あたりの平均収入は3万6956米ドル、家族ごとでは4万3262米ドルである。男性の平均収入は3万900米ドル、女性の平均収入は2万1823米ドルで、労働者でない人々も含めた住民一人当たりの収入は2万161米ドルとなる。総人口の14.6%、家族の10.5%、18歳未満の子どもの20.8%、および65歳以上の高齢者の9.8%は貧困線以下の収入で生計を立てている。

## 都市
- イートントン (en:Eatonton, Georgia)

非法人地域
- ウィラード (en:Willard, Georgia)